# Narrenmesse

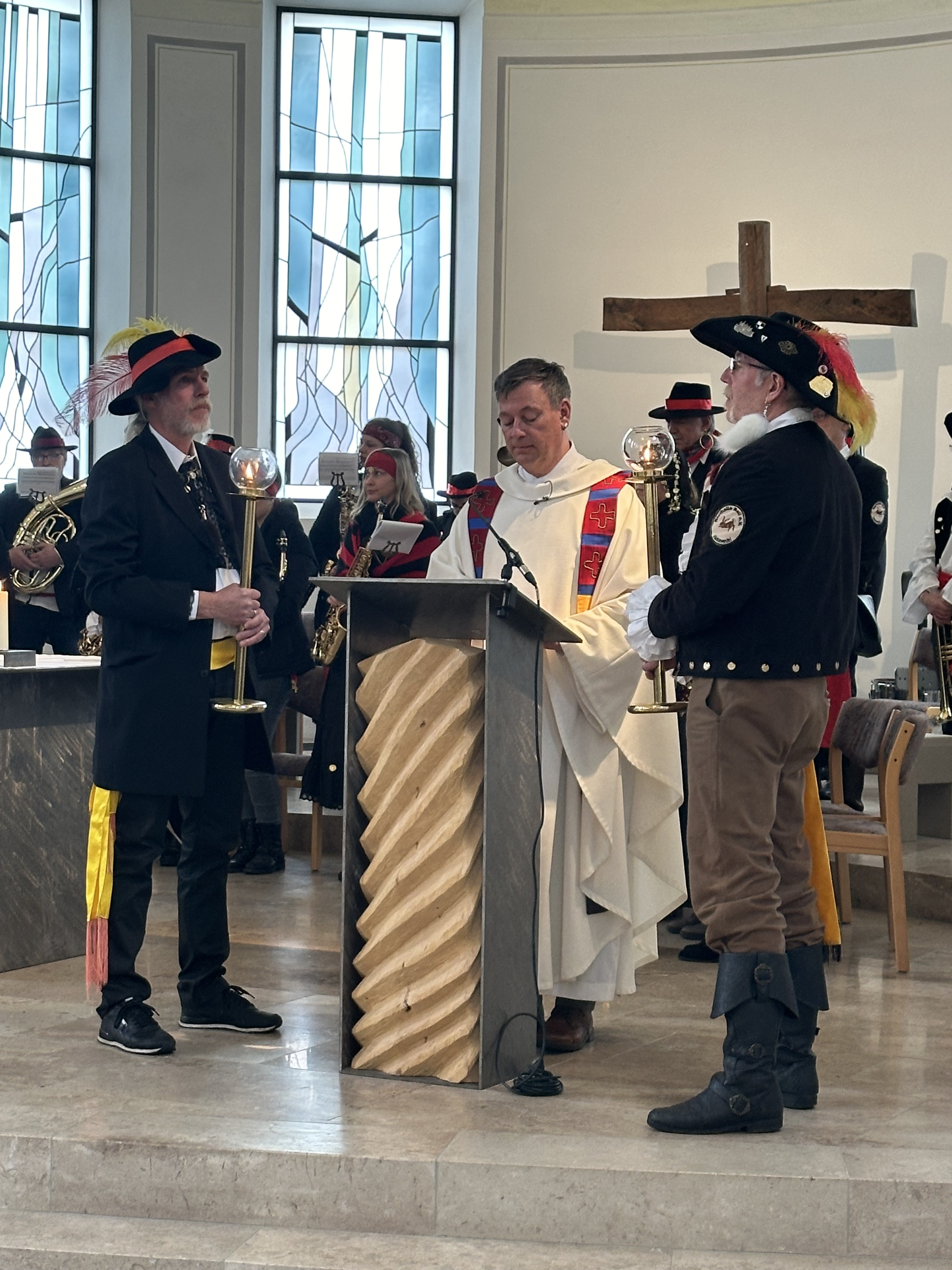
Pfarrer bei der Narrenmesse mit anlassgemäßen „Ministranten“ in Hechingen-Boll (2024)

Als Narrenmesse (auch Hästrägermesse, Zunftmesse) wird eine römisch-katholische heilige Messe bezeichnet, die in der Zeit der schwäbisch-alemannischen Fastnacht mit Anklängen an fastnachtliches Brauchtum gefeiert wird.

## Beschreibung

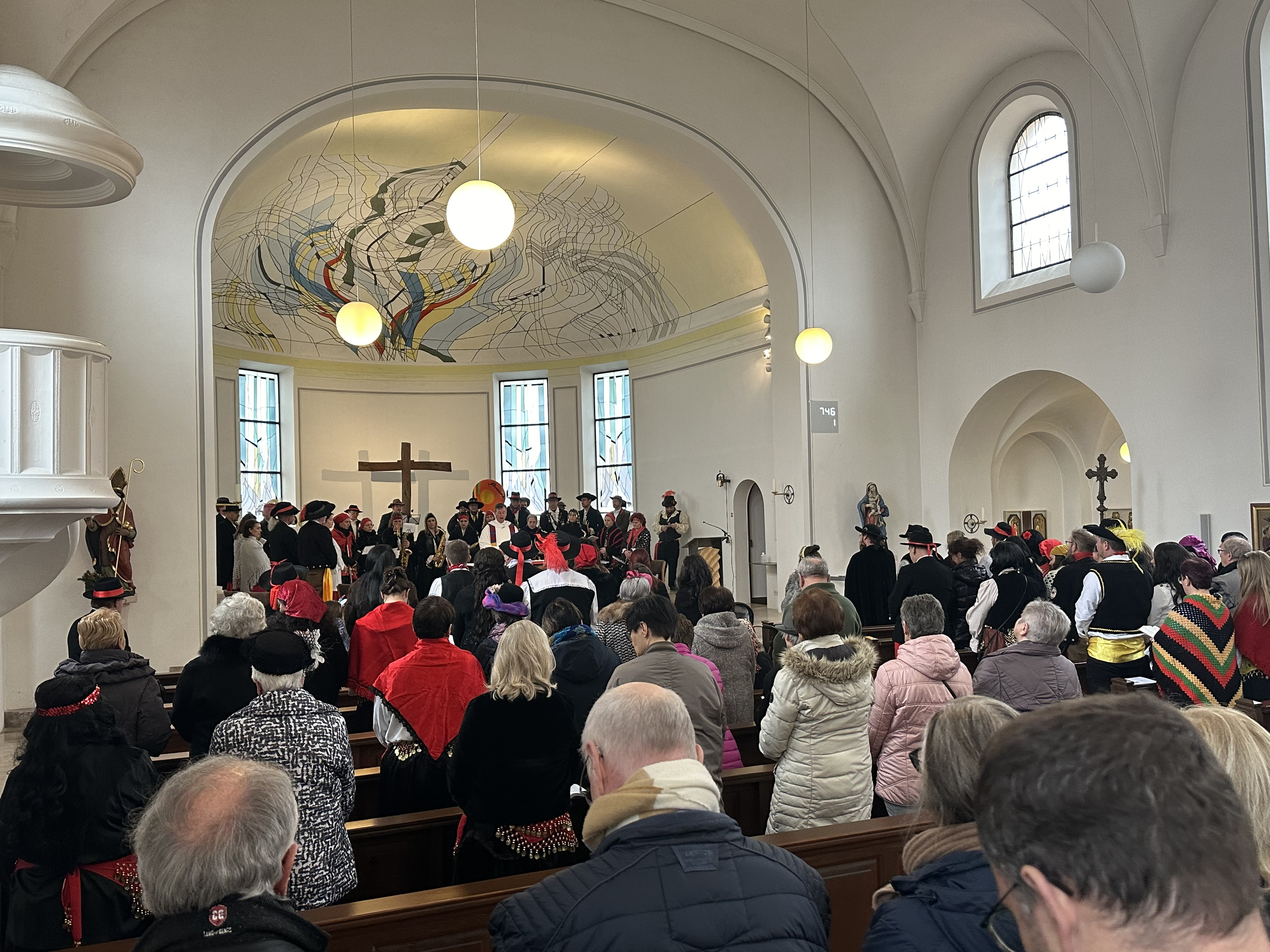
Narrenmesse Hechingen-Boll (2024)

Bei nahezu allen Landschaftstreffen der Zünfte findet am Abend oder Morgen vor dem Narrensprung in der örtlichen Kirche ein Hästrägergottesdienst statt. Die Mitwirkenden und  auch andere Gottesdienstbesucher tragen dabei ein Narrenkostüm, das Narrenhäs, jedoch ohne die Gesichtsverhüllung durch Masken.
Die Liturgie der Messe kann folgende Besonderheiten aufweisen:
- Einzug, Auszug und weitere Teile der heiligen Messe werden musikalisch begleitet durch eine Narrenkapelle oder Guggenmusik anstelle der Orgel.[1]
- Der Zelebrant hält die Predigt in Reimform und/oder in örtlicher Mundart.
- Fürbitten werden von Hästrägern vorgelesen.